# Бронепоїзди Білого руху
Бронепоїзди Білого руху — поїзди, що використовувалися різними арміями та урядами Білого руху.

## Перелік штатного складу бронепоїздів

### Північна область
«Адмірал Колчак» — бронепоїзд військ Північного фронту. Сформований у 1919 році. Озброєний морськими артилерійськими системами та укомплектований командним складом з числа морських офіцерів. При розпаді фронту перейшов до рук більшовиків 19 лютого 1920 року поблизу станції Холмогори.
«Адмірал Нєпєнін» — бронепоїзд військ Північного фронту. Сформований у 1919 році. Озброєний морськими артилерійськими системами та укомплектований командним складом з числа морських офіцерів. Командир — капітан 2-го рангу А. М. Лєман.

### Донська армія
«Отаман Богаєвський» — легкий бронепоїзд Донської армії. Попередня назва — «Іван Кільце». Входив до складу 4-го бронепоїзного дивізіону і 1-го броньового залізничного полку. Восени 1919 діяв разом у складі 3-го Донського корпусу.
«Отаман Каледін» — легкий бронепоїзд Донської армії. Входив до складу 1-го бронепоїзного дивізіону і 2-го броньового залізничного полку. У серпні 1919 брав участь у боях під Царицином. Був знищений поблизу станції Раківка.
«Партизан полковник Чєрнєцов» — входив до складу 3-го бронепоїзного дивізіону і 2-го броньового залізничного полку. Виступив на фронт з Таганрога в травні 1919.
«Хопер» — до складу бронепоїзних дивізіонів не входив. Діяв на Північному фронті на ділянці Бобров — Талова — Поверни — Михайлівка.
«Раздорєц» — входив до складу 2-го бронепоїзного дивізіону і 1-го броньового залізничного полку. Восени 1919 діяв разом з 3-м Донським корпусом.
«Отаман Назаров» — легкий бронепоїзд Донської армії. До складу бронепоїзних дивізіонів не входив. Командир — підосавул Д. М. Сканділов.
«Отаман Орлов» — легкий бронепоїзд Донської армії. До складу бронепоїзних дивізіонів не входив. Входив до складу 1-го броньового залізничного полку. Восени 1919 діяв разом з 3-м Донським корпусом. У січні 1920 брав участь в боях під Батайськом. Командир — військовий старшина Л. А. Стефанов.
«Отаман Платов» — легкий бронепоїзд Донської армії. Входив до складу 1-го броньового залізничного полку. Восени 1919 діяв у складі Кавказької армії. У січні — лютому 1920 брав участь в боях під Батайськом і Ростовом.
«Отаман Самсонов» — легкий бронепоїзд Донської армії. Входив до складу 2-го броньового залізничного полку. У червні 1919 брав участь в боях під Царицином, січень — лютий 1920 — під Батайськом і Ростовом. Залишений 13 березня 1920 при евакуації з Новоросійська. Командир: капітан Воронов, капітан Дудін (т.в.о.).
«Отаманець» — легкий бронепоїзд Донської армії. Входив до складу 2-го броньового залізничного полку. У лютому 1920 брав участь в боях на лінії Армавір-Туапсе. Залишений 23 березня 1920 року на станції Гойтх під час відходу з району Туапсе.
«Бузулук» — легкий бронепоїзд Донської армії. До складу бронепоїзних дивізіонів не входив. Діяв на Північному фронті на ділянці Бобров — Талова — Поверни — Михайлівка. Командир — осавул П. А. Федоров.
«Генерал Гусєльщіков» — легкий бронепоїзд Донської армії. Входив до складу 1-го броньового залізничного полку. Восени 1919 діяв разом з 3-м Донським корпусом. У вересні 1919 брав участь в боях під Воронежем. Через неможливість відходу скинутий у р. Дон у жовтні 1919 року.
«Генерал Бакланов» — легкий бронепоїзд Донської армії. Входив до складу 3-го бронепоїзного дивізіону і 2-го броньового залізничного полку. Восени 1919 діяв разом з 3-м Донським корпусом. У грудні 1919 брав участь в боях на Донбасі. Командир — сотник К. Н. Фєтісов.
«Генерал Мамонтов» — легкий бронепоїзд Донської армії. Входив до складу 2-го броньового залізничного полку. У серпні 1919 брав участь у боях біля станції Поверни і в листопаді 1919 під Царицином.
«Гундоровець» — легкий бронепоїзд Донський армії. Входив до складу 1-го бронепоїзного дивізіону і 1-го броньового залізничного полку. Восени 1919 діяв разом з 3-м Донським корпусом і брав участь у боях проти армії Н. І. Махна.
«Ілля Муромець» — входив до складу 2-го бронепоїзного дивізіону і 2-го броньового залізничного полку. Восени 1919 діяв у складі Кавказької армії. У січні 1920 брав участь в боях під Батайськом.
«Єрмак» — входив до складу 4-го бронепоїзного дивізіону і 1-го броньового залізничного полку.
«Козак Зємлянухін» — входив до складу 3-го бронепоїзного дивізіону і 2-го броньового залізничного полку. Восени 1919 діяв у складі Кавказької армії.
«Князь Суворов» — входив до складу 1-го бронепоїзного дивізіону.
«Мітякинець» — входив до складу 2-го бронепоїзного дивізіону і 1-го залізничного полку. Восени 1919 діяв разом з 3-м Донським корпусом. У січні 1920 брав участь в боях під Батайськом.

### Збройні сили Півдня Росії
«Пластун» — у листопаді 1919 брав участь в боях на захід від Києва. Входив до складу 8-го бронепоїзного дивізіону. Залишений 29 січня 1920 року на станції Тирасполь.
«Полковник Гаєвський» — сформований в серпні 1919 в районі станції Бахмач.
«Полковник Запольський» — сформований в серпні 1919 на станції Адабаш.
«Святий Георгій Побєдоносець» — сформований 9 травня (офіційно 23 липня) 1919 в Катеринодарі. У боях з вересня 1919 року на лінії Армавір — Туапсе. У 1919 входив до складу 6-го бронепоїзного дивізіону. До 5 жовтня 1919 — у складі Військ Північного Кавказу. У Криму з 16 квітня 1920 входив до складу 2-го бронепоїзного дивізіону. Залишений 1 листопада 1920 при евакуації з Севастополя.
«Степовий» — сформований в грудні 1919 і тоді ж брав участь у боях під Царицином. Розформований 12-го і залишений 23 березня 1920 року на станції Гойтх при відході з району Туапсе. У Криму особовий склад поповнив команду бронепоїзда «Севастополець».
«Терець» — сформований 1 лютого 1919 в Моздоку. У боях з лютого 1919 під Гудермесом. У червні 1919 надано грозненському загону генерала Колеснікова. Входив до складу 6-го бронепоїзного дивізіону. До 5 жовтня 1919 — у складі Військ Північного Кавказу. Залишений 8 березня 1920 у Владикавказі з передачею міській самообороні.
«Ураган» — сформований 8 жовтня 1919 в Одесі. Входив до складу позаштатного дивізіону Військ Новоросійської області. Був знищений 22 листопада 1919 на лінії Козятин — Фастів.
«Студент» — сформований 24 вересня 1919 в Києві як броньований допоміжний поїзд № 7 2-го залізничного батальйону (в основному складався із студентів), з початку жовтня 1919 до лютого 1920 — «Желбат-1». У боях з жовтня 1919 року на лінії Чернігів-Ічня. Підбитий і розформований 24 лютого 1920 року на північних підступах до Криму з передачею матеріальної частини бронепоїзду «Слава Кубані».
«Севастополець» — спочатку під назвою «Севастополець № 2» був у розпорядженні начальника артилерії Севастопольської фортеці. У квітні 1920 прийняв до свого складу команди бронепоїздів «Вперед за Батьківщину» і «Степовий». З 16 квітня 1920 входив до складу 1-го бронепоїзного дивізіону. У боях з вересня 1920 на лінії Мелітополь-Олександрівськ. Був знищений 17 жовтня 1920 року поблизу Мелітополя при відході з Північної Таврії.
«Слава Кубані» — сформований в жовтні 1919 в Харкові. У боях з листопада 1919 під станцією Синельникове. Входив до складу 10-го бронепоїзного дивізіону. Розформований 24 березня 1920 року (наказ 12 березня 1920) і залишений на станції Сиваш у Криму з передачею особового і бойового складу бронепоїзду «Офіцер».
«Сокіл» — сформований 12 січня (офіційно — 14 лютого) 1919 в Сімферополі. У боях з січня 1919 під Олександрівськом. Був знищений 23 березня 1919 року під час оборони Криму на станції Сиваш. Розформований 26 квітня 1919.
«Солдат» — важкий бронепоїзд. Сформований влітку 1919. У серпні 1919 брав участь у боях під Харковом. Входив до складу 9-го бронепоїзного дивізіону. У Криму з 16 квітня 1920 входив до складу 4-го бронепоїзного дивізіону. Був знищений 17 жовтня 1920 поблизу Мелітополя при відході з Північної Таврії.
«Слава Офіцеру» — сформований 22 квітня 1919 з трофейного бронепоїзда, захопленого бронепоїздом «Офіцер» на станції Хацепетівка. У боях з початку липня 1919 під Харковом. З 1 серпня 1919 входив до складу 4-го бронепоїзного дивізіону. Розформований 12-го і залишений 13 березня 1920 при евакуації з Новоросійська.
«Баян» — легкий бронепоїзд. Сформований близько 12 (офіційно — 30) вересня 1919 р. у Києві. У боях з вересня 1919 року на Київському напрямку. Входив до складу 3-го бронепоїзного дивізіону. Залишений 29 січня 1920 на станції Тирасполь. Командир — полковник Дєлов.
«Бєлозерець» — легкий бронепоїзд. Сформований в березні 1919. Брав участь у боях в березні-квітні 1919 на Донбасі. Діяв разом з 13-м піхотним Білозерським полком.
«Офіцер» — сформований 7 серпня 1918 р. у Катеринодарі з трофейних бронеплощадок, залишених червоними на лівому березі Кубані як 4-й броньований поїзд. З 16 листопада 1918 отримав найменування «Офіцер». У 1919 входив до складу 2-го бронепоїзного дивізіону. У березні 1920 налічував 48 офіцерів і 67 солдатів. Залишений 13 березня 1920 при евакуації з Новоросійська. Відроджений 24 березня 1920 в Криму на базі бойового складу бронепоїзда «Слава Кубані». З 16 квітня 1920 входив до складу 2-го бронепоїзного дивізіону. Був знищений 29 жовтня 1920 на станції Таганаш в Криму.
«Богатир» — важкий бронепоїзд. Сформований в серпні 1919 на лінії Цвіткове — Фастів за наказом інспектора артилерії 2-го армійського корпусу. Спочатку називався «Полковник Гусєв». У боях з 11 серпня 1919 року під Фастовом. Входив до складу 8-го бронепоїзного дивізіону. Залишений 29 січня 1920 на станції Тирасполь.
Бронепоїзд № 3 — важкий бронепоїзд. Сформований у квітні 1919 в Керчі. Склад команди — 15 офіцерів і 3 добровольця . У боях з квітня 1919 року на Ак-Манайських позиціях в Криму. 17 червня 1919 розгорнутий в 5-й бронепоїздний дивізіон: з нього створені легкі бронепоїзда «Генерал Марков», «Коршун» і важкий бронепоїзд «Непереможний». Командир — капітан Сипягін.
«Витязь» — легкий бронепоїзд. Сформований в кінці жовтня 1918 (наказ від 6 листопада 1918) у складі Добровольчої армії. У боях з листопада 1918 під Армавіром. У 1919 входив до складу 3-го бронепоїзного дивізіону. Залишений 29 січня 1920 на станції Тирасполь.
«Вовк» — легкий бронепоїзд ЗСПР і Російської Армії. Сформований 14 жовтня 1919 року в Харкові. У боях з жовтня 1919 під Катеринославом та Синельниковим. Входив до складу 10-го бронепоїзного дивізіону. У Криму з 16 квітня 1920 входив до складу 3-го бронепоїзного дивізіону. Залишений 2 листопада 1920 при евакуації з Керчі.
«Вперед за Батьківщину» — легкий бронепоїзд ЗСПР. Один з перших бронепоїздів Добровольчої армії. Сформований 1 липня 1918 на станції Тихорецька з трофейних бронеплощадок. Брав участь у 2-му Кубанському поході. З 16 листопада 1918 отримав найменування «Вперед за Батьківщину». У 1919 входив до складу 1-го бронепоїзного дивізіону. Зазнав важких втрат 9 лютого 1920 року під Білою Глиною (загинуло 4 офіцери, 14 солдатів). Залишений 2 квітня 1920 на станції Лао при відході з району Туапсе. В Криму 16 квітня 1920 року розформований, а особовий склад перенаправлений на поповнення команди бронепоїзда «Севастополець».
«Гвардієць» — легкий бронепоїзд. Створено близько 8 лютого 1919 на станції Пологи. Діяв разом з гвардійськими частинами Кримсько-Азовської армії.
«Генерал Алексєєв» — легкий бронепоїзд ЗСПР і Російської Армії. Перший бронепоїзд Добровольчої армії. Створено 1 липня 1918 на станції Тихорецька з трофейних бронеплощадок. Брав участь у 2-му Кубанському поході. У 1919 входив до складу 1-го бронепоїзного дивізіону. У Криму відроджений (наказ 12 березня 1920) на базі бронепоїзда «Севастополець № 3». З 16 квітня 1920 входив до складу 1-го бронепоїзного дивізіону. Знищений 19 жовтня 1920 на станції Сокологірне при відході з Північної Таврії.
«Генерал Дроздовський» — легкий бронепоїзд. Сформований наказом 14 лютого (реально в травні) 1919 на території Донбасу. У боях з червня 1919 р. на Донбасі. Входив до складу 6-го бронепоїзного дивізіону. Залишений 23 березня 1920 на станції Гойтх при відході з району Туапсе. Був розформований 16 квітня 1920 року.
«Генерал Духонін» — легкий бронепоїзд. Сформований 17 вересня 1919 в Києві за наказом начальника Полтавської групи військ генерала Брєдова. Перша назва — «Аскольд» (до 27 листопада 1919). Підпорядкований командиру 2-го залізничного батальйону, потім — 3-го бронепоїзного дивізіону. У боях з жовтня 1919 року на лінії Київ-Фастів. Залишений 29 січня 1920 на станції Тирасполь.
«Генерал Корнілов» — легкий бронепоїзд. Сформований 27 липня 1918 як 2-й броньований поїзд. Брав участь у 2-му Кубанському поході. З 16 листопада 1918 отримав найменування «Генерал Корнілов». У 1919 входив до складу 2-го бронепоїзного дивізіону. До 5 жовтня 1919 — у складі Закаспійського загону Військ Північного Кавказу. Залишений 23 березня 1920 на станції Гойтх при відході з району Туапсе. Був розформований 16 квітня 1920 року.
«Генерал Марков» — легкий бронепоїзд. Сформований 17 червня 1919 в Джанкої з Бронепоїзда № 3. У боях з серпня 1919 року під Єлисаветградом. З 1 серпня 1919 року входив до складу 5-го бронепоїзного дивізіону.
«Генерал Скобелєв» — легкий бронепоїзд. Входив до складу ?-го бронепоїзного дивізіону. Залишений 8 березня 1920 у Владикавказі з передачею міській самообороні.
«Генерал Черняєв» — легкий бронепоїзд. Входив до складу 7-го бронепоїзного дивізіону. Розформований 12-го і залишений 13 березня 1920 року при евакуації з Новоросійська.
«Генерал Шіфнера-Маркевич» — легкий бронепоїзд. Сформований в червні 1919 в Катеринославі як Бронепоїзд № 1 3-ї Кубанської залізничної сотні (потім — «Кубанський партизан»). У боях з 6 липня 1919 під Катеринославом. Входив до складу 10-го бронепоїзного дивізіону. Залишений 29 січня 1920 на станції Тирасполь.
«Генерал Шкуро» — легкий бронепоїзд. Сформований 15-27 червня 1919 на станції Синєльникове з трофейного бронепоїзда «Товариш Ворошилов» за розпорядженням командира 3-го кінного корпусу. У боях з липня 1919 під Лозовою. Був знищений 11 жовтня 1919 року під час відступу з Воронежа (через неможливість відходу був скинутий у річку Дон).
«Гроза» — легкий бронепоїзд. Сформований як позаштатний 17 листопада 1919 в районі Одеси на базі українського бронепоїзда «Вільна Україна». Залишений 29 січня 1920 на станції Тирасполь.
«Грім перемоги» — легкий бронепоїзд. У жовтні 1919 брав участь в боях під Орлом і Курськом. Входив до складу 9-го бронепоїзного дивізіону. Залишений 23 березня 1920 поблизу станції Гойтх під час відступу з району Туапсе. Був розформований 16 квітня 1920 року.
«Дмитро Донський» — легкий бронепоїзд ЗСПР і Російської Армії. Сформований 11 серпня 1918 в Катеринодарі з трофейних бронеплощадок як Морська батарея № 2. Мав також неофіційну назву «Морський бронепоїзд» («Адмірал Нєпєнін») і був спочатку укомплектований морськими офіцерами. У боях з вересня 1918 під Армавіром.
«Доблесть Витязя» — сформований на початку вересня 1919 під Києвом з трофейного українського бронепоїзда, захопленого бронепоїздом «Витязь». Частково укомплектований чинами команди останнього. У боях з вересня 1919 під Конотопом. Знищений командою 31 січня 1920 поблизу станції Тирасполь.
«Доброволець» — сформований в червні 1919 в Катеринославі як Бронепоїзд № 2 3-ї Кубанської залізничної сотні, з 13 липня до 14 вересня 1919 — «Генерал Гейман». У боях з червня 1919 під Катеринославом. Входив до складу 8-го бронепоїзного дивізіону. Залишений 29 січня 1920 поблизу станції Тирасполь.
«Дроздовец». — у липні 1919 в боях поблизу станції Готня під Харковом. Входив до складу 9-го бронепоїзного дивізіону. У Криму з 16 квітня 1920 входив до складу 4-го бронепоїзного дивізіону. Був знищений 19 жовтня 1920 на станції Сокологірне при відході з Північної Таврії.
«Єдина Росія» — важкий бронепоїзд ЗСПР і Російської Армії. Сформований 1 липня 1918 на станції Тихорецька з трофейних бронеплощадок як Батарея далекого бою. З 7 вересня 1918 — 5-й броньований поїзд. Брав участь у 2-му Кубанському поході. З 16 листопада 1918 отримав найменування «Єдина Росія». У 1919 входив до складу 1-го бронепоїзного дивізіону. Брав участь у боях під Царицином. Розформований 12-го і залишений 13 березня 1920 під час евакуації з Новоросійська. Відроджений в березні 1920 в Криму на базі 3-й батареї 1-го дивізіону морської важкої артилерії. З 16 квітня 1920 входив до складу 1 -го бронепоїзного дивізіону. Залишений 1 листопада 1920 при евакуації з Севастополя.
«За Русь Святу» — створений у вересні 1919 в Новоросійську на заводі «Судосталь» за рахунок коштів промисловців Півдня Росії, в грудні 1919 продовжував формування в Таганрозі. У боях з 5 січня 1920 під Батайськом. Входив до складу 6-го бронепоїзного дивізіону. Розформований 12-го і залишений 13 березня 1920 поблизу станції Гайдук при евакуації з Новоросійська.
«Іоанн Калита» — важкий бронепоїзд ЗСПР і Російської Армії. Сформований 14 лютого 1919 р. у Катеринодарі і Новоросійську. У боях з березня 1919 р. на Донбасі. У 1919 входив до складу 2-го бронепоїзного дивізіону. Розформований 12-го і залишений 13 березня 1920 при евакуації з Новоросійська. Відроджений в березні 1920 в Криму на базі 2-ї батареї 1-го дивізіону морської важкої артилерії. З 16 квітня 1920 входив до складу 3-го бронепоїзного дивізіону. Залишений 1 листопада 1920 при евакуації з Керчі.
«Кавалерист» — брав участь у боях у жовтні 1919 року під Полтавою та в грудні 1919 року під Лозовою.
«Кавказець» — колишній бронепоїзд № 1, що діяв на Кавказькому фронті. У 1918 перебував у складі загонів генералів Бічерахова і Пржевальського в Азербайджані і Дагестані. Включений до складу ЗСПР 17 січня 1919. Входив до складу 6-го бронепоїзного дивізіону. До 5 жовтня 1919 — у складі Військ Північного Кавказу.
«Козак» — легкий бронепоїзд. Сформований в листопаді 1919 і того ж року брав участь у боях під Харковом. Залишений 13 березня 1920 на станції Тунельної при евакуації з Новоросійська.
«Коршун» — легкий бронепоїзд. Сформований 17 червня 1919 в Джанкої з Бронепоїзда № 3. Склад команди — близько 114 чол. , в тому числі 24 офіцера. З 1 серпня 1919 входив до складу 5-го бронепоїзного дивізіону. У боях з вересня 1919 під станцією Цвіткове за Дніпром. Залишений 29 січня 1920 на станції Тирасполь. Командир — капітан В. П. Магніцький.
«Мітякінець» — легкий бронепоїзд Донської армії (2 одиниці). Входив до складу 2-го бронепоїзного дивізіону та 1-го залізничного полку. Восени 1919 року діяв разом із 3-м Донським корпусом. У січні 1920 року брав участь у боях під Батайськом.
«Князь Пожарський» — важкий бронепоїзд. Сформований 14 лютого 1919 року в Новоросійську. У боях з 15 березня 1919 р. на Донбасі. Входив до складу 3-го бронепоїзного дивізіону. Залишений 29 січня 1920 на станції Тирасполь. Командири : капітан 1-го рангу В. Н. Потьомкін (7 квітня — 19 серпня 1919), капітан Б. В. Харківців (врід; квітня 1919), полковник К. Я. Маралін (19 серпня — жовтень 1919), полк. В. К. Федоров (жовтень 1919 — січень 1920).
«Могутній» —  важкий бронепоїзд. Входив до складу 7-го бронепоїзного дивізіону. Був знищений у лютому 1920 під час відступу з Північного Кавказу.
«Москва» (I) —  легкий бронепоїзд. Сформований 17 жовтня 1919 року у Харкові. Брав участь у боях із жовтня 1919 року під Курськом. Перебував у розпорядженні інспектора артилерії 1-го армійського корпусу (I). Розформований 19 лютого 1920 року під Єкатеринодаром із передачею особового складу та матеріальної частини бронепоїздам «Орел» і «Мстислав Удатний». Командир - полковник Соллогуб.
«На Москву» —  важкий бронепоїзд. Створювався у вересні 1919 в Новоросійську на заводі "Судосталь" (за рахунок коштів промисловців Півдня Росії). У боях з 5 січня 1920 під Батайськом . Входив до складу 6-го бронепоїзного дивізіону. Розформований 12-го і залишений 13 березня 1920 при евакуації Новоросійська. Командир - полковник В. В. Карпінський (з 3 листопада 1919).
«Москва» (II) — важкий бронепоїзд ЗСПР і Російської Армії. Сформований в березні 1920 в Криму з 1-ї батареї 1-го дивізіону морської важкої артилерії. З 16 квітня 1920 входив до складу 4-го бронепоїзного дивізіону. Брав участь у боях з квітня 1920 року під час оборони Криму. Залишений у жовтні 1920 року під час евакуації з Криму.
«Мстислав Удатний» — сформований 19 жовтня (за наказом від 30 вересня) та включений до складу армії з 1 листопада 1919 року. Тоді ж брав участь у боях під Харковом. Розформований 12 березня і залишений 13 березня 1920 року на станції Тунельна під час евакуації з Новоросійська. Командири: полк. І. Ергольська (з 10 листопада 1919 року), пор. Петц (в. о.; березня 1920 року).
«Непереможний» — важкий бронепоїзд. Сформований 17 червня 1919 в Джанкої з Батареї далекого бою Бронепоїзди № 3 . Склад команди — 30 чол. У боях з 25 червня 1919 під Олександрівському. З 1 серпня 1919 входив до складу 5-го бронепоїзного дивізіону. Залишений 29 січня 1920 на станції Тирасполь. Командир — полк. Кузнєцов. Т.в.о. (старший офіцер) — кап. Савицький (червень, серпень 1919).
«Новоросія» — сформований 5 вересня 1919 в Одесі. Входив до складу нештатного дивізіону Військ Новоросійської області. У боях з жовтня 1919 під Одесою. Залишений у січні 1920 на станції Тирасполь. Командир — полк. Журавський (жовтень — листопад 1919 року, загинув).
«Олег» — сформований в грудні (наказ на формування 30 вересня) 1919. Брав участь у боях з грудня 1919 — січня 1920 на Північному Кавказі проти бунтівних горців у Кизляра і Грозного.
«Орел» — сформований 31 грудня 1918 року в Маріуполі (офіційно 14 лютого 1919). У боях з 5 березня 1919 під Маріуполем. Брав участь у боях під Царицином. З 1 серпня 1919 входив до складу 4-го бронепоїзного дивізіону. Розформований 12-го і залишений 13 березня 1920 при евакуації з Новоросійська.

### Далекосхідна армія
«Витязь» — сформований навесні 1920 року на станції Каримська з екіпажем з офіцерської роти Волзької бригади (100 офіцерів, 35 солдатів). Озброєний 6 гарматами та 18 кулеметами. У одному з боїв втратив 16 офіцерів і 23 солдата. Підірваний восени 1920 року під час переходу китайського кордону поблизу роз'їзду 86.